# Žitko
Žitko je priimek več znanih Slovencev:
- Alojzij Žitko (1869—1938), veterinar, inšpektor
- Alojzij Žitko (1905—2000), rimskokatoliški duhovnik in izseljenski delavec
- Duš(k)a Žitko Podgornik, umetnostna zgodovinarka, kustosinja (Piran)
- Matic Žitko (*1990), nogometaš
- Miro Žitko, strokovnjak za gradnjo z naravnimi materiali
- Rok Žitko (*1978), fizik
- Salvator Žitko (*1942), zgodovinar, muzealec, urednik, kulturni publicist
- Sonja Žitko Durjava (*1947), umetnostna zgodovinarka, pedagoginja
- Stanislav Žitko (1896—1970), pravnik in kulturni delavec
- Stojan Žitko, novinar
- Tomislav Žitko (1950—2023), matematik, pedagog
- Vladimir Žitko (1903—1954), gimnazijski profesor, naravoslovec, matematik ...